# 罗兰多·普什尼克
罗兰多·普什尼克（1961年12月13日—），斯洛文尼亚男子手球运动员。他曾代表南斯拉夫、斯洛文尼亚参加1984年、1988年和2000年夏季奥林匹克运动会手球比赛，获得一枚金牌和一枚铜牌。